# Malá Bělá
Malá Bělá je vesnice, část města Bakov nad Jizerou v okrese Mladá Boleslav. Nachází se jeden kilometr severozápadně od Bakova. Vesnicí protéká Jizera a říčka Bělá (po níž je ves pojmenována), které se stékají poblíž jižního cípu vsi. V katastrálním území Malá Bělá leží i části obce Klokočka, Malý Rečkov, Velký Rečkov, a také části národních přírodních památek Rečkov a Klokočka.

## Historie
První písemná zmínka o vesnici pochází z roku 1465.
V letech 1869–1976 byla samostatnou obcí, ke které patřily Klokočka, Velký Rečkov, v roce 1869 a v letech 1961–1976 Malý Rečkov, v letech 1869–1890 Podhradí a v letech 
1869–1921 také Zvířetice a od 1. dubna 1976 se vesnice stala součástí města Bakov nad Jizerou.

## Obyvatelstvo
| Rok            | 1869 | 1880 | 1890 | 1900 | 1910 | 1921 | 1930 | 1950 | 1961 | 1970 | 1980 | 1991 | 2001 | 2011 | 2021 |
| -------------- | ---- | ---- | ---- | ---- | ---- | ---- | ---- | ---- | ---- | ---- | ---- | ---- | ---- | ---- | ---- |
| Počet obyvatel | 426  | 366  | 401  | 444  | 605  | 698  | 866  | 669  | 727  | 652  | 675  | 611  | 588  | 630  | 633  |
| Počet domů     | 43   | 44   | 50   | 54   | 62   | 86   | 134  | 150  | 174  | 159  | 165  | 180  | 183  | 198  | 206  |

## Doprava
Malou Bělou prochází silnice II/276. Ve vesnici stojí železniční zastávka na trati Bakov nad Jizerou – Jedlová.

## Další fotografie

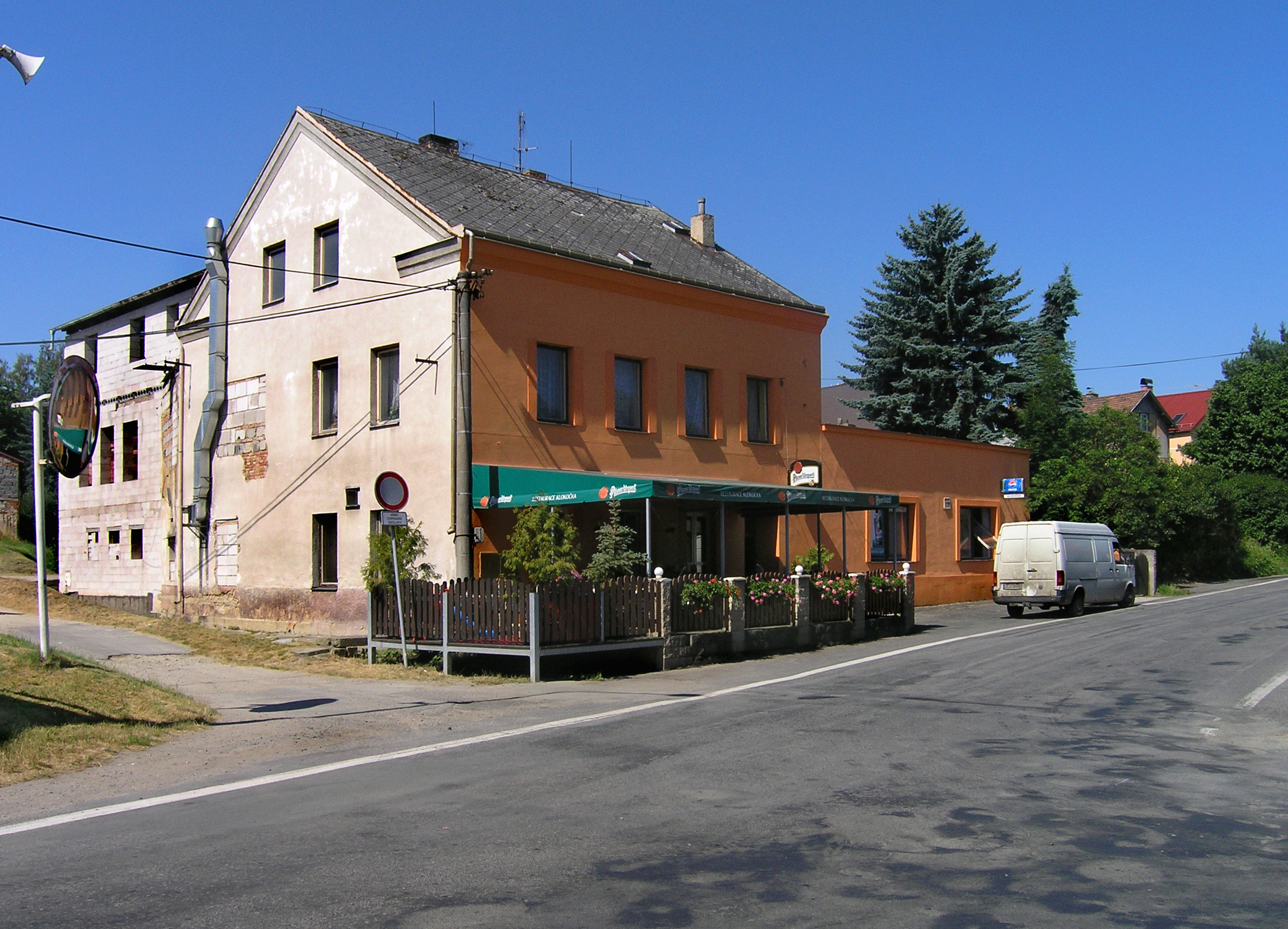
Restaurace u hlavní silnice
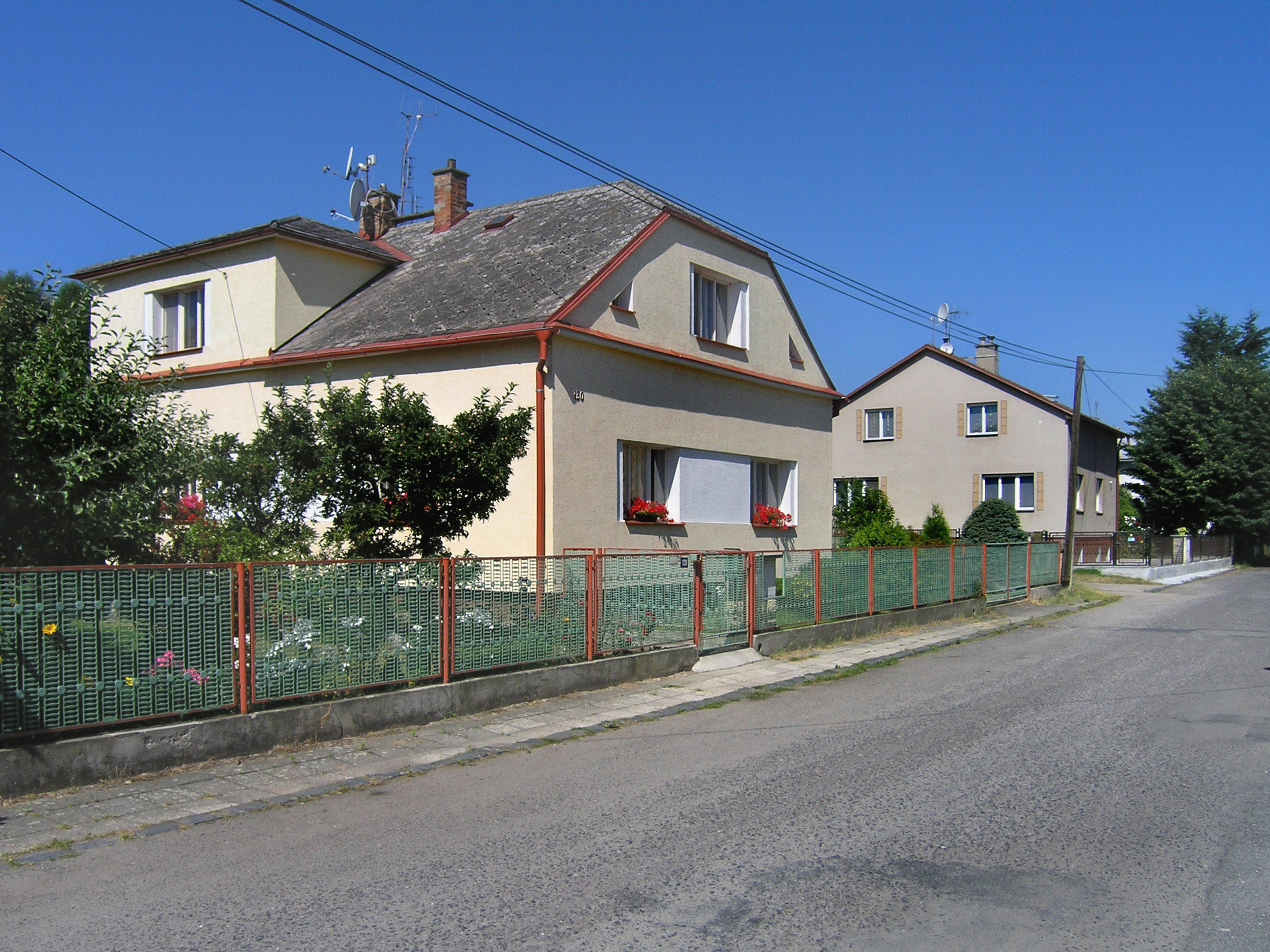
Domky v severní části